# 皮爾瓦內山 (奧孔加特區)
13°37′28″S 71°06′46″W / 13.62444°S 71.11278°W
皮爾瓦內山（Pirhuane），是秘魯的山峰，位於該國東南部庫斯科大區，由基斯皮坎奇省的奧孔加特區負責管轄，屬於韋爾卡努塔山脈的一部分，海拔高度約4,800米。